# Pied-de-vent (météorologie)
Pour l’article homonyme, voir Pied-De-Vent (fromage).

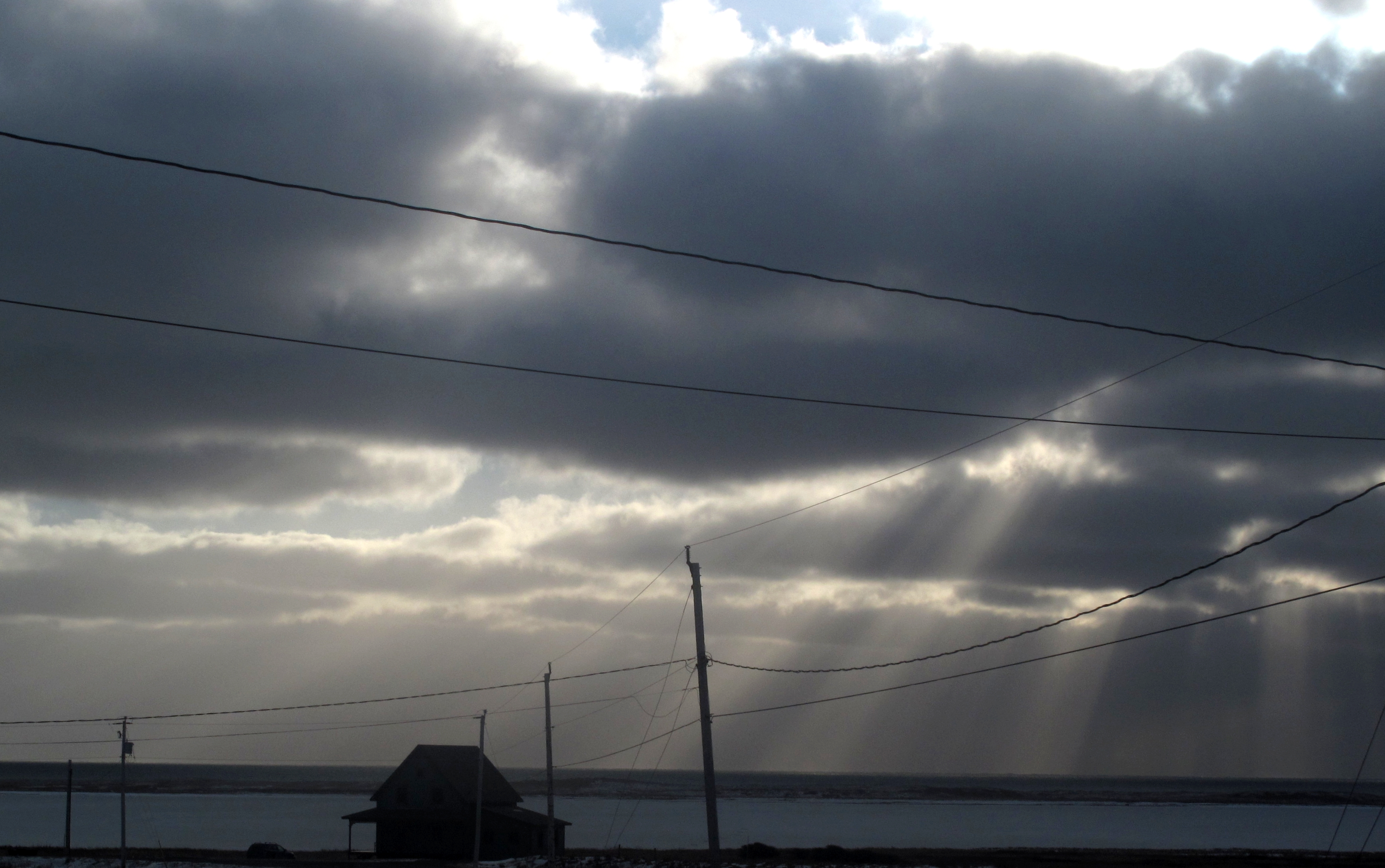
Pieds-de-vent aux îles-de-la-Madeleine.

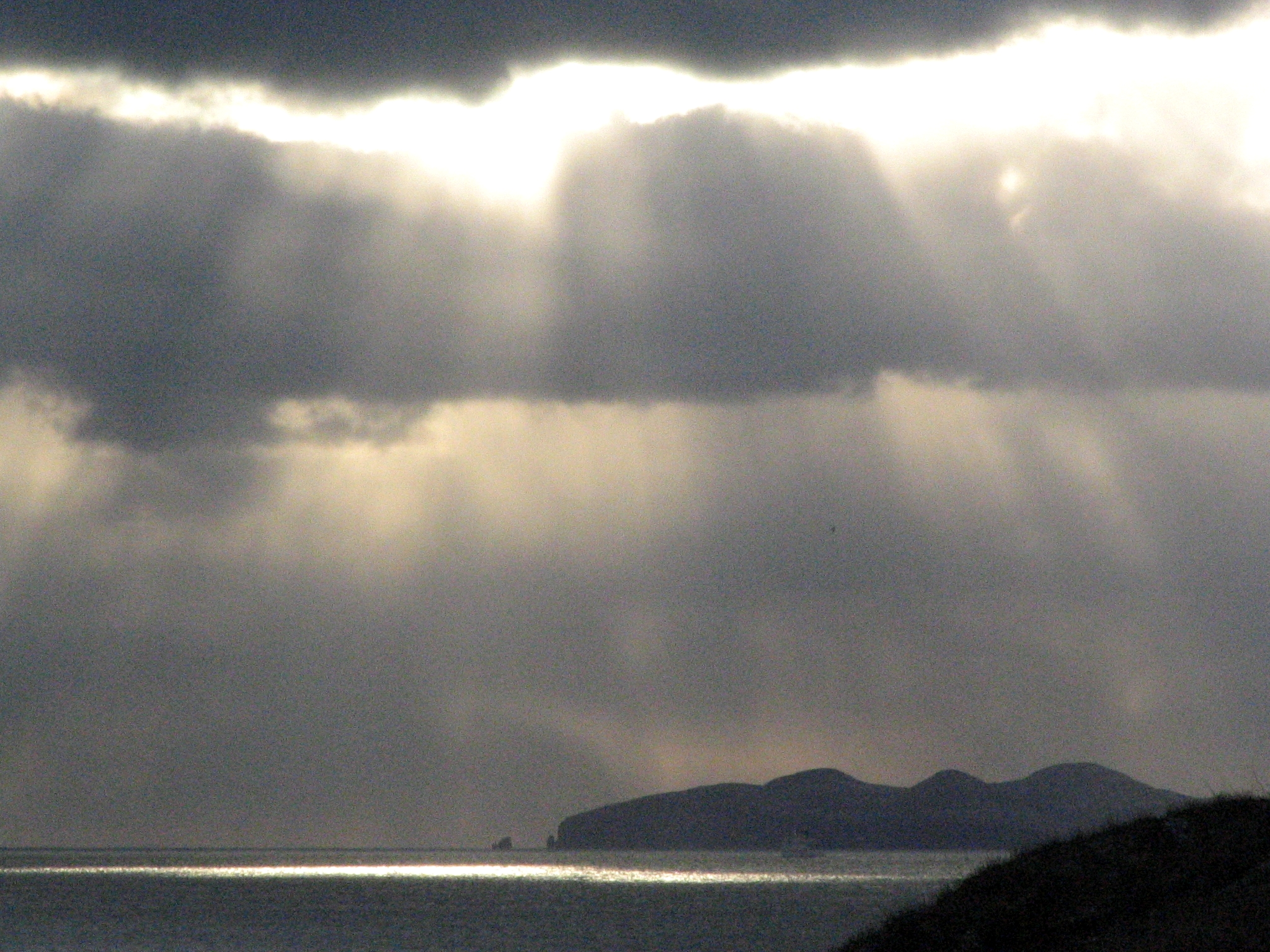
Pied-de-vent tombant devant l'Île d'Entrée.

Un pied-de-vent est un acadianisme du Québec désignant les rayons du soleil qui passent entre les nuages vus à contre-jour, rayons qu'on perçoit alors comme un rayon crépusculaire dans le ciel ou comme une « douche de lumière ». Le plus souvent, ces faisceaux lumineux partent des nuages et descendent jusqu'à la mer ou l'horizon, avec un angle apparent variable, mais ils peuvent aussi monter au ciel lorsque le soleil est très bas.
Selon le folklore, l'apparition de pieds-de-vent annoncerait généralement des vents forts, bien qu'aucune étude météorologique ne semble exister pour confirmer cette prévision. On disait dans la culture orale au Québec : « Lorsqu'on voit un pied-de-vent, c'est que le bon Dieu descend sur Terre. » Le terme est utilisé aussi en anglais, en raison peut-être de l'absence d'un autre mot décrivant le phénomène.
Ce phénomène atmosphérique fréquemment observable aux Îles de la Madeleine a inspiré le nom d'une fromagerie locale qui en a aussi fait le nom de son fromage vedette, le « Pied-De-Vent ».